# Aprostocetus rumicis
Aprostocetus rumicis är en stekelart som beskrevs av Graham 1987. Aprostocetus rumicis ingår i släktet Aprostocetus och familjen finglanssteklar. Inga underarter finns listade i Catalogue of Life.